# Leichtathletik-Europameisterschaften 1978/Fünfkampf der Frauen

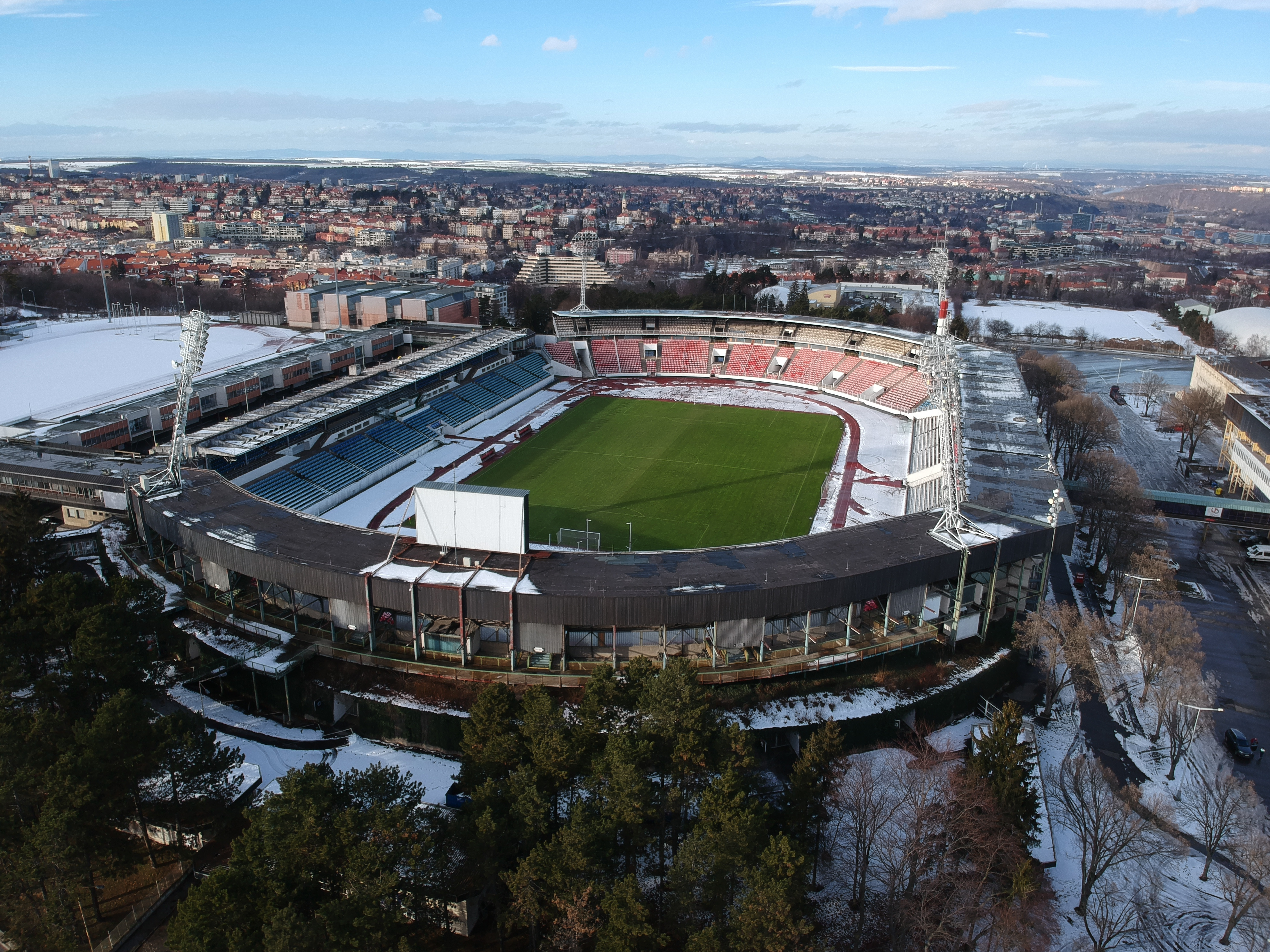
Das Stadion Evžena Rošického von Prag im Jahr 2009

Der Fünfkampf der Frauen bei den Leichtathletik-Europameisterschaften 1978 wurde am 2. September 1978 im Stadion Evžena Rošického von Prag ausgetragen.
Mit dem 800-Meter-Lauf wurde erstmals eine Mittelstrecke Teil dieses Wettbewerbs. Diese Disziplin löste den 200-Meter-Lauf als abschließende Übung ab. Allerdings war auch das nur eine vorübergehende Änderung. Der Fünfkampf wurde als Frauen-Mehrkampf bei Europameisterschaften letztmals ausgetragen. Nachdem der Wettkampf bei den Olympischen Spielen 1980 noch einmal in dieser Form auf dem Programm stand, wurde er anschließend bei allen großen internationalen Meisterschaften durch den Siebenkampf ersetzt.
Im Fünfkampf errangen die Athletinnen der DDR mit Silber und Bronze bei diesen Europameisterschaften zwei Medaillen. Es siegte die Ungarin Margit Papp. Den zweiten Platz belegte wie bei den beiden vorangegangenen Europameisterschaften 1971 und 1974 Burglinde Pollak, die 1972 und 1976 außerdem auch zwei olympische Bronzemedaillen eingesammelt hatte. Auf den dritten Rang kam Kristine Nitzsche.

## Legende
Kurze Übersicht zur Bedeutung der Symbolik – so üblicherweise auch in sonstigen Veröffentlichungen verwendet:
| CR  | Championshiprekord                       |
| P   | Punkte                                   |
| NM  | keine Weite (no mark)                    |
| DNS | nicht am Start (did not start)           |
| DNF | Wettkampf nicht beendet (did not finish) |
| DOP | disqualifiziert wegen Dopingvergehens    |

## Rekorde

### Bestehende Rekorde
| Weltrekord           | 4839 P 1977er Wert. | 4913 P 1985er Wert. | Nadija Tkatschenko | Lille, Frankreich | 18. September 1977 |
| Europarekord         | 4839 P 1977er Wert. | 4913 P 1985er Wert. | Nadija Tkatschenko | Lille, Frankreich | 18. September 1977 |
| Meisterschaftsrekord | 4776 P 1971er Wert. | 4826 P 1985er Wert. | Nadija Tkatschenko | EM Rom, Italien   | 4. September 1974  |

### Neuer Meisterschaftsrekord
Durch die neue Zusammensetzung der fünf Übungen dieses Mehrkampfs – 800-Meter-Lauf anstelle des 200-Meter-Laufs – waren die Punktewerte früherer Wettkämpfe nicht mit den Resultaten nach der neuen Austragungsform vergleichbar. Somit stellte die ungarische Europameisterin Margit Papp mit ihren 4655 Punkten einen neuen Meisterschaftsrekord auf – 4694 P nach dem heutigen Wertungssystem für den Siebenkampf. Zum Welt- und Europarekord fehlten ihr 174 P.

## Doping
In diesem Wettbewerb gab es gleich zwei Dopingfälle:
- Ursprünglich hatte die sowjetische Athletin Nadija Tkatschenko mit 4744 Punkten vorne gelegen. Der Titel wurde ihr jedoch nachträglich wegen Dopingvergehens aberkannt aberkannt.[2]
- Die zunächst fünftplatzierte Jekaterina Gordijenko, ebenfalls aus der UdSSR, wurde wegen Verstoßes gegen die Dopingbestimmungen ebenfalls nachträglich disqualifiziert.[3] Die im Finale zunächst hinter Tkatschenko und Gordijenko platzierten Athletinnen rückten um jeweils einen Rang nach vorne.

Benachteiligt wurden in erster Linie die Medaillengewinnerinnen, die ihre ihr zustehenden Medaillen bzw. höherwertigen Medaillen erst mit deutlicher Verspätung erhielten. Die zunächst viertplatzierte DDR-Athletin Kristine Nitzsche| konnte darüber hinaus nicht an der Siegerehrung teilnehmen.

## Wertung
Gewertet wurde nach der Punktetabelle von 1977, in welcher der ein Disziplinwechsel dieses Wettbewerbs berücksichtigt wurde. Denn anstelle des 200-Meter-Laufs wurde als abschließende Übung nun der 800-Meter-Lauf ausgetragen.
Zur Orientierung und Einordnung der Leistungen sind zum Vergleich die nach heutigem Wertungssystem von 1985 für den Siebenkampf erreichten Punktzahlen mitaufgeführt. Danach hätte es eine Änderung in den Platzierungen gegeben: Die Silber- und Bronzemedaille müssten getauscht werden.

Aber diese Vergleiche sind nur Anhaltswerte, denn als Grundlage müssen die jeweils unterschiedlichen Maßstäbe der Zeit gelten.

## Ergebnis
2. September 1978
| Platz | Name                  | Nation           | Punkte offiz. Wertung | Punkte 1985er Wertung |  | 100 m Hürden | Kugel- stoßen | Hoch- sprung |  | Weit- sprung | 800 m       |
| 1     | Margit Papp           | Ungarn           | 4655 CR               | 4694                  |  | 13,70 s      | 15,41 m       | 1,81 m       |  | 6,22 m       | 2:16,2 min  |
| 2     | Burglinde Pollak      | DDR              | 4600000               | 4614                  |  | 13,48 s      | 16,64 m       | 1,65 m       |  | 6,17 m       | 2:15,0 min  |
| 3     | Kristine Nitzsche     | DDR              | 4599000               | 4648                  |  | 14,02 s      | 12,77 m       | 1,93 m       |  | 6,13 m       | 2:12,7 min  |
| 4     | Beatrix Philipp       | BR Deutschland   | 4554000               | 4582                  |  | 14,65 s      | 17,95 m       | 1,77 m       |  | 6,03 m       | 2:19,2 min  |
| 5     | Jekaterina Smirnowa   | Sowjetunion      | 4534000               | 4545                  |  | 13,43 s      | 14,10 m       | 1,79 m       |  | 6,13 m       | 2:19,7 min  |
| 6     | Ramona Neubert        | DDR              | 4380000               | 4381                  |  | 14,14 s      | 13,29 m       | 1,75 m       |  | 6,33 m       | 2:21,3 min  |
| 7     | Ina Losch             | BR Deutschland   | 4319000               | 4302                  |  | 15,03 s      | 12,14 m       | 1,79 m       |  | 6,23 m       | 2:13,97 min |
| 8     | Florence Picaut       | Frankreich       | 4307000               | 4281                  |  | 13,98 s      | 13,16 m       | 1,83 m       |  | 5,80 m       | 2:25,0 min  |
| 9     | Marcela Koblasová     | Tschechoslowakei | 4210000               | 4161                  |  | 14,35 s      | 13,38 m       | 1,71 m       |  | 6,00 m       | 2:24,6 min  |
| 10    | Cornelia Sulek        | BR Deutschland   | 4202000               | 4143                  |  | 14,66 s      | 14,78 m       | 1,79 m       |  | 5,44 m       | 2:24,7 min  |
| 11    | Els Stolk             | Niederlande      | 4190000               | 4135                  |  | 14,72 s      | 12,22 m       | 1,77 m       |  | 5,83 m       | 2:18,73 min |
| 12    | Sylvia Barlag         | Niederlande      | 4184000               | 4143                  |  | 14,47 s      | 11,56 m       | 1,79 m       |  | 5,91 m       | 2:21,0 min  |
| 13    | Yvette Wray           | Großbritannien   | 4171000               | 4103                  |  | 13,96 s      | 12,04 m       | 1,67 m       |  | 5,83 m       | 2:18,9 min  |
| 14    | Angela Weiss          | Schweiz          | 4165000               | 4114                  |  | 14,03 s      | 11,18 m       | 1,73 m       |  | 5,94 m       | 2:20,9 min  |
| 15    | Gabriela Ionescu      | Rumänien         | 4145000               | 4094                  |  | 14,52 s      | 11,29 m       | 1,71 m       |  | 6,06 m       | 2:18,9 min  |
| 16    | Breda Lorenci         | Jugoslawien      | 4144000               | 4064                  |  | 14,36 s      | 12,86 m       | 1,71 m       |  | 5,60 m       | 2:20,1 min  |
| 17    | Sue Mapstone          | Großbritannien   | 3993000               | 3906                  |  | 14,28 s      | 10,99 m       | 1,73 m       |  | 5,58 m       | 2:24,8 min  |
| 18    | Annette Tånnander     | Schweden         | 3364000               | 3286                  |  | 14,80 s      | 11,35 m       | 1,85 m       |  | 5,70 m       | DNF         |
| DNF   | Danuta Caly           | Polen            |                       | 2580                  |  | 14,48 s      | 12,99 m       | 1,77 m       |  | NM           | DNS         |
| DOP   | Nadija Tkatschenko    | Sowjetunion      | 4744000               | 4790                  |  | 13,32 s      | 15,11 m       | 1,79 m       |  | 6,31 m       | 2:12,25 min |
| DOP   | Jekaterina Gordijenko | Sowjetunion      | 4572000               | 4588                  |  | 13,95 s      | 14,64 m       | 1,79 m       |  | 6,17 m       | 2:14,6 min  |

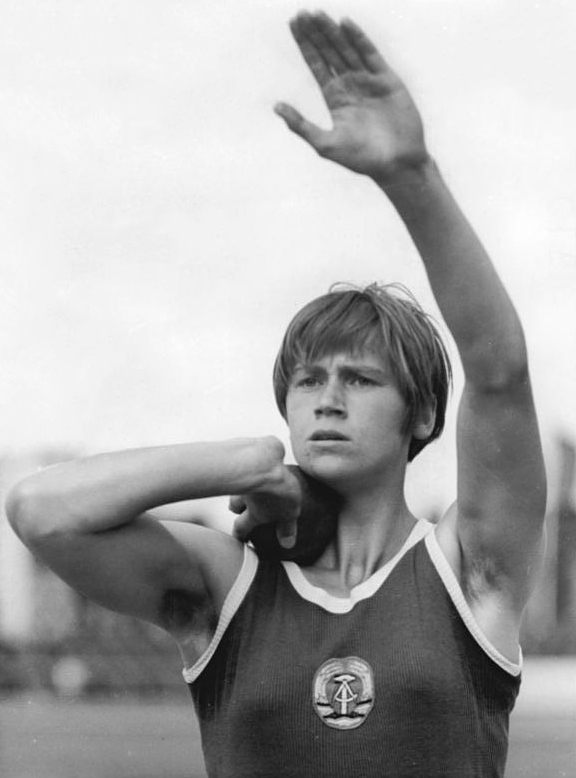
Burglinde Pollak wurde zum dritten Mal in Folge Vizeeuropameisterin, bei Olympischen Spielen hatte sie 1972 und 1976 jeweils Bronze errungen, nur das Gold fehlte in ihrer Sammlung
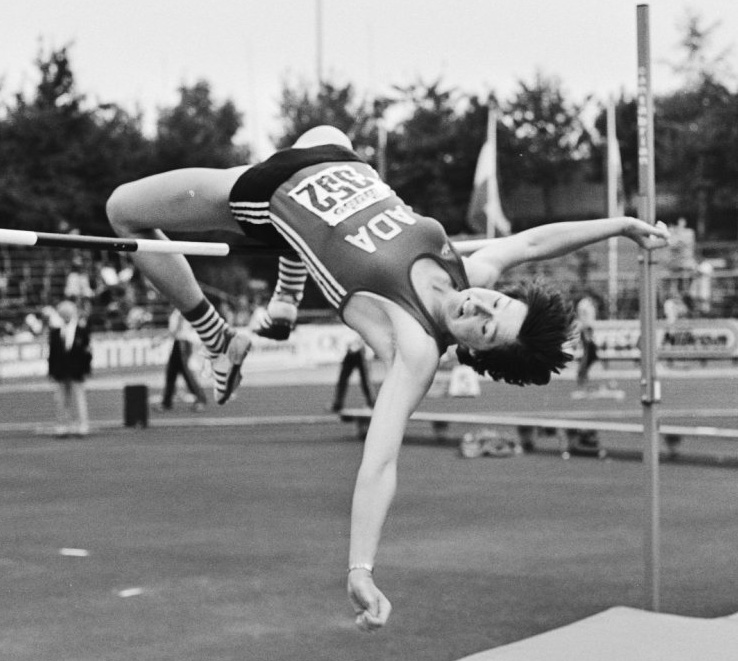
Sylvia Barlag, drei Tage zuvor im Weitsprung in der Qualifikation ausgeschieden, kam auf den zwölften Platz